# 耶律隆庆
耶律隆庆（973年—1016年），字燕隐，小字普贤奴，辽景宗和皇后萧绰第二子。辽圣宗弟，秦晋国王，追赠皇太叔。

## 生平
《辽史》未载生年，依《续资治通鉴长编》推算在973年。耶律隆庆于八岁时封王，初兼侍中。统和中，拜南京留守。统和十六年（998年），改封梁王。统和十七年（999年）南征，为先锋，至瀛州，遇宋将范庭召列阵以待。隆庆遣萧柳击败之，逃入空墅，围而尽殪。十九年（1001年），复败宋人于行唐。开泰初，封晋王，加守太师，兼政事令，寻拜大元帅，赐金券。
开泰五年（1016年）纳萧氏为秦晋国王妃。同年九月癸卯，入朝觐见辽圣宗，圣宗亲迎至实德山。冬十月甲午，封其长子耶律宗政为中山郡王，次子耶律宗德为乐安郡王。十二月乙酉，耶律隆庆回程，至北安州逝世，听到讣闻，圣宗为之哀恸，辍朝七日。第二年三月乙巳，耶律隆庆下葬，追册为孝贞皇太叔。夏四月辛卯，又封第三子耶律宗允为长沙郡王。

## 家庭
- 妻妾（有史可查者三人）
  - 秦国妃萧氏，大姐耶律观音女和蕭繼先长女
  - 秦晋国王妃萧氏（1001年—1069年），二姐耶律长寿女和萧排押之女。隆庆死后，依契丹收继婚习俗，萧氏再嫁隆庆长子耶律宗政。婚事被宗政所拒，三嫁刘二玄。
  - 齐国妃萧氏，豳国夫人之女，耶律宗政和耶律宗允生母

- 子五人
  - 耶律查葛，又名耶律查割，汉名耶律宗政，封中山郡王，母齐国王妃萧氏
  - 耶律遂哥，汉名耶律宗德，封乐安郡王
  - 耶律谢家奴，汉名耶律宗允，封长沙郡王，母齐国王妃萧氏
    - 妻萧氏，长沙郡妃。子二人，长子耶律弘辩，次子耶律撒八

  - 耶律希古，汉名耶律宗教
  - 耶律苏撒
- 女（有史可查者三人，其中两人可能为同一人）
  - 韩国长公主，驸马都尉萧匹敌，耶律隆庆嫡女，以所赐媵臣建州城，即头下军州渭州高阳军[4]
  - 吴国公主，陈国公主姐，应当亦是正妃萧氏所出，与韩国长公主是否为同一人，无考
  - 陳國公主（1000年—1018年），驸马都尉萧绍矩，母正妃萧氏，开泰七年（1018年）戌午三月七日逝世，年仅十八岁，现已发现辽代陈国公主与驸马合葬墓